# Colubotelson saycei
Colubotelson saycei är en kräftdjursart som beskrevs av Nicholls 1944. Colubotelson saycei ingår i släktet Colubotelson och familjen Phreatoicidae. Inga underarter finns listade i Catalogue of Life.